# Nicole Aders
Nicole Aders (* 12. September 1967 in Wuppertal) ist eine deutsche Fotografin.

## Biografie
Nicole Aders wurde 1967 in Wuppertal geboren, wo sie noch heute lebt und arbeitet. Von 1989 bis 1991 machte sie eine Ausbildung als Werbefotografin in Düsseldorf. Im Anschluss widmete sie sich Auftragsarbeiten im In- und Ausland. Nach Auszeichnung mit dem Agfa-Förderpreis und dem von der Heydt-Kulturpreis der Stadt Wuppertal 1997 erfolgte im Folgejahr die Publikation „Sehen Sehen“, in der sie 100 Künstler porträtierte.

## Auszeichnungen und Ehrungen (Auswahl)
- 1997: Agfa-Förderpreis
- 1997: Förderpreis des von der Heydt-Kulturpreises der Stadt Wuppertal

## Ausstellungen (Auswahl)
- 1991 Dokumentation Land-Art-Projekt „Greenpiece“, Stadtsparkasse Wuppertal
- 1991/92 Jahresschau „Photographie“, Von der Heydt-Museum Wuppertal
- 1993 Kunst- und Musikfestival Heimbach
- 1994 Galerie Frank Wollny
- 1994/95 Dokumentation „365 Tage vor Ort“, Peter Kowald Wuppertal
- 1995 Fotofestival/Photosynkeria, Galerie Amalgama Thessaloniki
- 1995 Musikfestival Berlin, Akademie der Künste
- 1998 Galerie Saarbrücken
- 1998 Galerie Epikur Wuppertal
- 1999 „Das Portrait“, Stadtsparkasse Wuppertal
- 1999  53. Bergische Kunstausstellung, Museum Baden Solingen
- 1999 Internationale Photoszene Köln
- 1999 Edwin Scharff Museum, Neu-Ulm
- 2000 Galerie Station 3, IG Bildende Kunst Österreich, Wien
- 2000 „Urban Art Project“, Australien, Melbourne
- 2002 „Global Fusion“, Kunstraum Palais Porcia, Österreich, Wien
- 2003 „Sighting Worlds“, Soho in Ottakring, Österreich, Wien
- 2020 „MEHR:WERT“, Von der Heydt-Museum Wuppertal
- 2022 „Fremde sind wir uns selbst“,  Von der Heydt-Museum Wuppertal

## Schriften
- Nicole Aders: Sehen Sehen – Fotoband mit 100 Künstlerporträts, Verlag der Buchhandlung Walter König, Köln 1998, ISBN 3-88375-306-8
- Peter Kowald, Nicole Aders (Illustratorin): Almanach der »365 Tage am Ort«, Luisenstrasse Wuppertal, Verlag der Buchhandlung Walter König, Köln, 1998 ISBN 3-88375-307-6
- Gerd Dieterich (Vorwort), Nicole Aders (Illustratorin), Jörg Lange (Illustrator), Felix Droese (Autor), Klaus Simon (Autor): Druckaushalten, Städtisches Kunstmuseum Spendhaus, Stadt Reutlingen, 1994, ISBN 3-927228-57-5
- Nicole Aders (Illustratorin), Olaf Bergmann (Illustrator), Felix Droese (Illustrator), Uwe Rüth (Autor): Felix Droese, Kunst für alle – ab 5 Mark : Objekte, Skulpturen, Papierschnitte, Malereien, Skulpturenmuseum Glaskasten, Stadt Marl,  2000, ISBN 3-924790-52-3

## Sammlungen
- 1993, 1999 Sparkasse Wuppertal
- 2002 Stadt Wien, Österreich
- 2003 Bundeskanzleramt Wien, Österreich
- 2003  Von der Heydt-Museum Wuppertal

## Diskographie
- Matthew Shipp "String" Trio* - By The Law Of Music ‎(CD, Album, Ltd) - Hat Hut Records - 1997
- Misha Mengelberg - The Root Of The Problem ‎(CD, Album) - Hat Hut Records - 1997
- The Fred Anderson Trio* - Live At The Velvet Lounge ‎(CD, Album) - Okka Disk - 1999